# 알렉산드리아 총대주교
알렉산드리아 총대주교(Patriarch of Alexandria)는 알렉산드리아를 중심으로 이집트, 리비아를 비롯하여 전 아프리카 교회를 관할하는 고대 5대 총대주교(總大主敎)중 한 명이다. 초대 알렉산드리아의 주교가 누구였는지는 자료마다 다르다. 복음사가 마르코(마가)라는 설도 있으며 마르코가 알렉산드리아에서 선교하던 중에 초대 주교를 임명했다는 설이 있다. 역사상 알렉산드리아 총대주교의 명칭을 사용한 교회는 4개가 있으며 그 중 3개가 현재까지 전해져 내려온다. 특별히 알렉산드리아의 총대주교는 로마 가톨릭 교회를 제외하고 유일하게 교황(敎皇)이라는 직함을 사용할 수 있는 주교이다.

## 정교회
- 정교회 소속의 알렉산드리아와 전 아프리카 교회의 총대주교: 현 총대주교는 테오도로스 2세 총대주교이다.

이 총대주교직에 대한 정식 칭호들은 다음과 같다.
- - 위대한 도시 알렉산드리아와 리비아, 펜타폴리스와 에티오피아, 그리고 전 아프리카의 교황이자 총대주교.
  - 신부중의 신부
  - 목자중의 목자
  - 주교(대사제)중의 주교(대사제)
  - 13번째 사도
  - 만천하의 심판관

## 콥트 정교회
- 이집트 전통교회인 콥트 교회 소속의 성 사도 복음사가 마르코 좌의 알렉산드리아와 전 아프리카의 총대주교: 현 총대주교는 셰누다 3세 총대주교이다.

이 총대주교직에 대한 정식칭호들은 다음과 같다.
- - 위대한 도시 알렉산드리아의 교황이자 대주교이자 전 아프리카 교회의 총대주교, 거룩하고 올바르며 사도로부터 내려져오는 이집트, 펜타폴리스, 누비아, 수단, 에티오피아와 전 아프리카의 성 복음사가 마르코의 성좌
  - 위대한 도시 알렉산드리아에 자리잡은 성 복음사가이자 사도 순교자인 마르코좌의 계승자
  - 알렉산드리아의 관구 주교
  - 이집트 대관구의 수도대주교
  - 하나이요, 사도로부터 이어져 오는 보편교회(one holy catholic and apostolic Church, 니케아신경)의 바른 신앙의 기둥이자 수호자
  - 알렉산드리아 대 신학교의 학장
  - 하나이요, 사도로부터 이어져 오는 보편교회(니케아신경)의 보편적인 심판관
  - 사도 중의 13번째
  - 모든 대사제 중의 대사제
  - 주교 중의 주교
  - 만천하의 심판관

## 가톨릭(동방가톨릭)
- 콥트 가톨릭교회 소속의 알렉산드리아 총대주교: 현 총대주교는 안토니오스 1세 총대주교이다.
- 로마 가톨릭교회 소속의 알렉산드리아 총대주교: 4개의 라틴 총대주교중 하나였으나 1964년에 폐지되었다. 마지막 총대주교는 루카 파세토 총대주교였으며 1950년부터 1954년까지 재위하였다. 산 파올로 푸오리 레 무라 대성전에 총대주교좌가 있었다.

## 사목

### 정교회
동방 정교회에 소속된 알렉산드리아 총대주교는 대부분 그리스인이 맡고 있다. 이들은 콘스탄티노폴리스 총대주교구와 긴밀한 관계에 있으며, 아프리카 각지와 마다가스카르에 활발한 선교활동을 하고 있으며, 일정한 성과도 올리고 있다.

### 콥트 교회
콥트 교회는 칼케돈 공의회 이후에 생긴 합성론파 교회이다. 이들은 모두 초기 기독교의 5대 총대주교좌 가운데 하나였던 알렉산드리아 교회를 계승한다고 자명하고 있다. 콥트 정교회는 현재 총대주교좌를 카이로에두고 있으며 정교회는 현재까지도 알렉산드리아에 총대주교좌를 두고 있다.

## 같이 보기
- 동방 정교회
- 가톨릭
- 콥트교회
- 총대주교
- 라틴 총대주교